# سنتر (کنتاکی)
سنتر (به انگلیسی: Center) یک منطقهٔ مسکونی در ایالات متحده آمریکا است که در شهرستان متکالف، کنتاکی واقع شده‌است. سنتر ۲۴۵٫۰۶ متر بالاتر از سطح دریا واقع شده‌است.